# Cybaeina sequoia
Cybaeina sequoia är en spindelart som beskrevs av Roth 1952. Cybaeina sequoia ingår i släktet Cybaeina och familjen vattenspindlar. Inga underarter finns listade i Catalogue of Life.